# Escamotage d'une dame au théâtre Robert Houdin
Escamotage d'une dame au théâtre Robert Houdin este un film mut alb din 1896 regizat de Georges Méliès și avându-i în rolurile principale pe Méliès și pe Jeanne d'Alcy. Producția de doar 75 de secunde este considerată un film de groază. A fost primul film care a arătat un truc de iluzie.

## Distribuție
- Georges Méliès – magician
- Jeanne d'Alcy – asistenta magicianului